# Capitainerie de Pointe-à-Pitre
La capitainerie du port de Pointe-à-Pitre en Guadeloupe est située quai Lardenoy à l'entrée de la darse. Construite en 1930 par l'architecte Ali Tur, elle est inscrite aux monuments historiques en 2013.

## Historique
Reconstruite entre 1930 et 1934, après les dégâts provoqués par l'ouragan Okeechobee en septembre 1928 dans tout l'archipel, la capitainerie est l'œuvre de l'architecte Ali Tur comme une centaine de bâtiments guadeloupéens. Elle s'inscrit dans le cadre d'un projet global du Ministère des colonies pour relancer l'économie de la Guadeloupe et en particulier promouvoir le développement de la capitale économique de l'île.
Avec le développement de l'activité du complexe Guadeloupe-Port-Caraïbes dès la fin des années 1970, la capitainerie devient progressivement inadaptée aux nouvelles demandes et les administrations portuaires sont déplacées sur le nouveau site. Le bâtiment est inoccupé de nombreuses années avant d'être inscrit au titre des monuments historiques le 22 novembre 2013,.

## Architecture

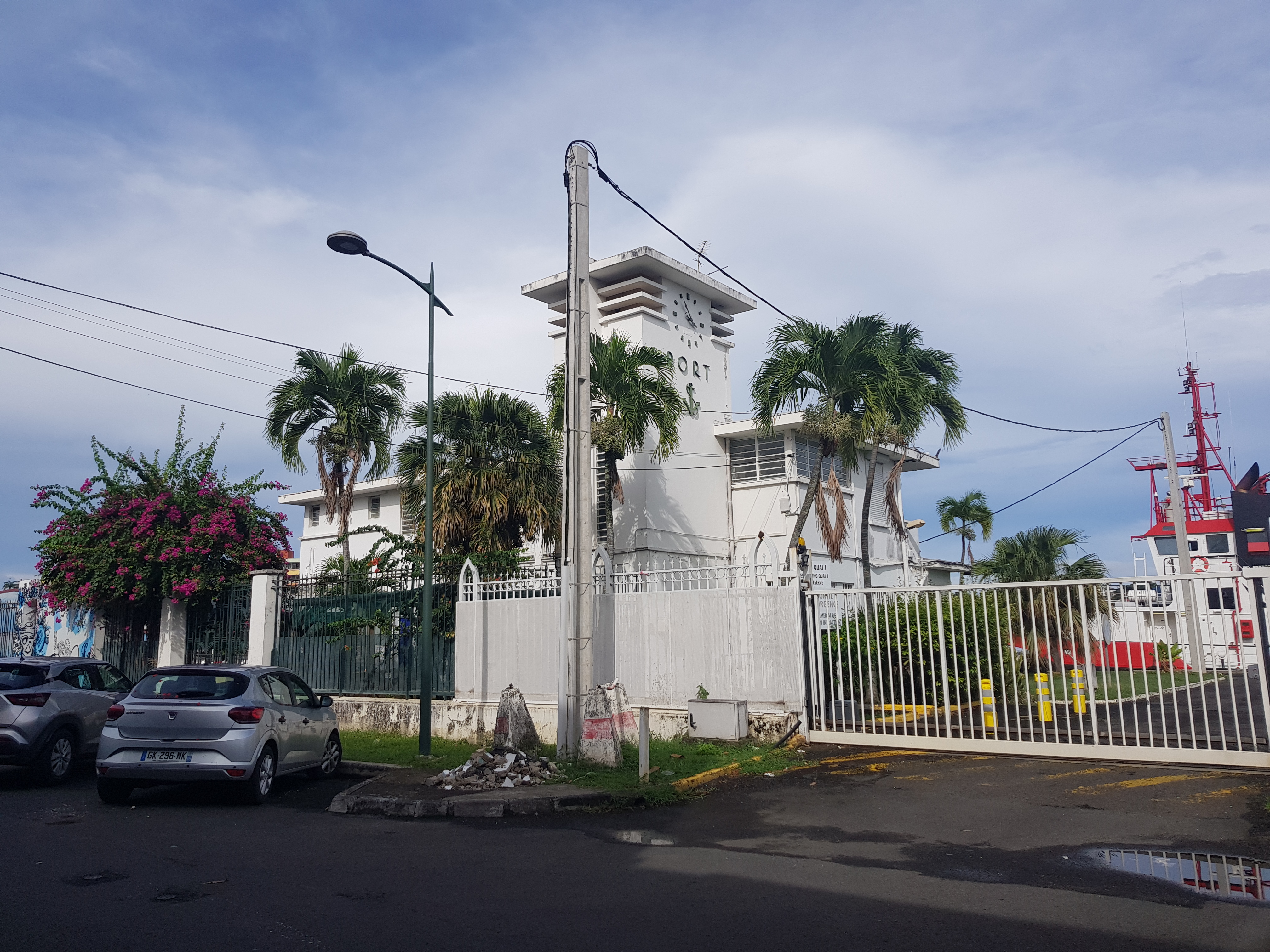
La capitainerie vue de la rue en juin 2023.

Le bâtiment, de plan carré, est construit autour d'une cage d'escalier, sur trois niveaux en dégradé, avec un campanile-horloge de deux étages, le corps central avec un étage possédant une galerie courante ouverte vers le sud, un dernier module de plain pied. Les trois modules présentent de nombreux décrochements les uns par rapport aux autres avec chacun des toits plats en encorbellement soulignant les lignes d'horizontalité, telles des visières symboliques. Sur l'une des faces l’inscription « PORT » est encadrée par une horloge et une ancre.